# Joaquín Riviera
Joaquín Alejandro Castellanos, més conegut pel seu nom artístic Joaquín Riviera (l'Havana, Cuba, 26 de desembre de 1932 -Caracas, Veneçuela, 22 d'abril de 2013) va ser un productor de televisió cubà, establert a Veneçuela, conegut per ser el productor dels espectacles del concurs Miss Veneçuela i màgic de la TV veneçolana.

## Biografia
Va estudiar al col·legi La Salle de l'Havana, on el 1949 obté el títol de batxiller, amb una de les millors qualificacions. Acabats els seus estudis de batxillerat i sense abandonar els seus estudis formals de dansa, inicia la seva carrera com a ballarí en comparses i clubs privats.
El 1957 formà el Trío Los Riviera, on va poder començar a portar endavant els seus projectes musicals, tant a Cuba com en l'exterior. Torna a Cuba en els anys 60 i acaba els seus estudis de coreografia, sent el seu mestre el coreògraf rus Moixèiev. Després d'obtenir el seu títol va ser productor al Cabaret Tropicana de l'Hotel La Habana, a l'Hotel Capri i en un programa de televisió de transmissió setmanal.
El 1968 va viatjar a Espanya on roman per tres mesos i, el 1969 viatja a Veneçuela contractat com a productor i coreògraf per la televisora Venevisión per a encarregar-se del programa De Fiesta con Venevisión. Es va encarregar de la producció, des de 1975, de tots els missatges nadalencs de la cadena.
L'any 1980, la Gerència General de Venevisión li demana que s'encarregui de la producció de l'elecció de Miss Veneçuela 1980, Joaquín va acceptar el repte amb la condició que fos "només per aquest any". No obstant això, i a causa de l'èxit en matèria de sintonia de l'esdeveniment, va continuar produint l'espectacle en 32 ocasions més fins a la seva defunció.
El 1982 l'ODEPA (Organització Esportiva Panamericana) el designa com a productor general de les cerimònies d'obertura i clausura dels IX Jocs Panamericans - Caracas 1983, les quals es van transmetre per cadena nacional de televisió.
Després de portar endavant amb èxit, durant 17 anys, els diferents espectacles de la televisió, és nomenat gerent de producció de tot el canal l'any 1986.
També es va encarregar de la producció d'esdeveniments internacionals com la Copa Amèrica de futbol de 2007, el Carnaval Internacional de Miami, durant vuit anys; Señorita México, durant tres anys; El Miss Hispanidad, durant 10 anys; i El Miss Aruba, durant dos anys. Dins de Venevisión va tenir el càrrec vicepresident de producció de programes de varietats.
Va morir als 80 anys el diumenge 21 d'abril de 2013 a la seva casa, les causes va ser una conseqüència d'una aturada cardiorespiratòria que el va afectar. La informació va ser confirmada per Venevisión per Twitter.
Després de la seva defunció es van realitzar homenatges dins del canal en el qual treballo per 44 anys, per Súper sábado sensacional i el Miss Venezuela 2013.

## Condecoracions
l seu talent i lliurament va ser objecte d'innombrables reconeixements entre els quals destaquen Guaicaipuro de Oro, Mara de Oro, Meridiano de Oro, Rafael Guinand, Venus de la Prensa, Musa de Oro, Casa del Artista, El Dorado; entre els guardons internacional va obtenir el Premi ACE, a Nova York, ACA de Miami, ACRIN de Miami, Premis Ondas 1981 de Barcelona, entre d'altres.